# Ruta d'Occitània
La Ruta d'Occitània és una cursa ciclista per etapes que es disputa a la regió francesa d'Occitània en els dies previs al Tour de França. La primera edició es disputà el 1977. Des del 2005 la cursa està integrada en l'UCI Europa Tour, amb una categoria 2.1.
Durant aquests anys la cursa ha tingut diferents noms: 
- entre 1977 i 1981: Tour del Tarn (Tour du Tarn)
- entre 1982 i 1987: Tour del Migdia-Pirineus (Tour Midi-Pyrénées)
- des del 1988: Ruta del Sud (Route du Sud)
- des del 2018: Ruta d'Occitània (Route d'Occitanie)

## Palmarès
| Any  | Vencedor                  | Segon                   | Tercer                   |
| ---- | ------------------------- | ----------------------- | ------------------------ |
| 1977 | Jacques Esclassan         | Bernard Hinault         | Jean-Pierre Danguillaume |
| 1978 | Pierre-Raymond Villemiane | Roger Legeay            | Dominique Sanders        |
| 1979 | Yvon Bertin               | Jacques Bossis          | Bernard Hinault          |
| 1980 | Gilbert Duclos-Lassalle   | Patrick Bonnet          | Patrick Friou            |
| 1981 | Jean-René Bernaudeau      | Marc Madiot             | Greg Lemond              |
| 1982 | Francesco Moser           | Jean-René Bernaudeau    | Michel Laurent           |
| 1983 | Gilbert Duclos-Lassalle   | Charly Mottet           | Stephen Roche            |
| 1984 | Pascal Simon              | Michel Laurent          | Edgar Corredor           |
| 1985 | Stephen Roche             | Laurent Fignon          | Frédéric Vichot          |
| 1986 | Niki Ruttimann            | Charly Mottet           | Claude Cricquelion       |
| 1987 | Régis Clère               | Eric Boyer              | Yvon Madiot              |
| 1988 | Ronan Pensec              | Gilbert Duclos-Lassalle | Robert Millar            |
| 1989 | Gilbert Duclos-Lassalle   | Eric Boyer              | Jesús Montoya            |
| 1990 | Yves Bonnamour            | Frédéric Vichot         | Luc Suykerbuyk           |
| 1991 | Laurent Dufaux            | Philippe Louviot        | Carlos Galarreta         |
| 1992 | Arturas Kasputis          | Fabian Jeker            | Laurent Biondi           |
| 1993 | Eric Boyer                | Laurent Brochard        | Eric Van Lancker         |
| 1994 | Álvaro Mejía              | Richard Virenque        | Charly Mottet            |
| 1995 | Laurent Dufaux            | Carmelo Miranda         | Laurent Madouas          |
| 1996 | Laurent Jalabert          | Giuseppe Guerini        | Joona Laukka             |
| 1997 | Patrick Jonker            | Massimo Donati          | François Simon           |
| 1998 | Armand de las Cuevas      | Michael Boogerd         | Santiago Blanco          |
| 1999 | Jonathan Vaughters        | Patrick Jonker          | Mario Aerts              |
| 2000 | Tomasz Brozyna            | Francisco Mancebo       | Patrice Halgand          |
| 2001 | Andrei Kivilev            | Jens Voigt              | Raimondas Rumšas         |
| 2002 | Levi Leipheimer           | Aitor Kintana           | Andrei Kivilev           |
| 2003 | Michael Rogers            | Pietro Caucchioli       | Nicolas Vogondy          |
| 2004 | Bradley McGee             | Sandy Casar             | Torsten Hiekmann         |
| 2005 | Sandy Casar               | Przemyslaw Niemiec      | Benoit Salmon            |
| 2006 | Thomas Voeckler           | Pierrick Fédrigo        | Julien Mazet             |
| 2007 | Óscar Sevilla             | Massimo Giunti          | Markus Eibegger          |
| 2008 | Daniel Martin             | Christophe Moreau       | Luca Pierfelici          |
| 2009 | Przemyslaw Niemiec        | Julien Loubet           | Giampaolo Caruso         |
| 2010 | David Moncoutié           | Alexandre Geniez        | Fortunato Baliani        |
| 2011 | Vassil Kirienka           | Davide Rebellin         | Peter Kennaugh           |
| 2012 | Nairo Quintana            | Hubert Dupont           | Anthony Charteau         |
| 2013 | Thomas Voeckler           | Franco Pellizotti       | John Gadret              |
| 2014 | Nicolas Roche             | Alejandro Valverde      | Michael Rogers           |
| 2015 | Alberto Contador          | Nairo Quintana          | Pierre Latour            |
| 2016 | Nairo Quintana            | Marc Soler              | Nicolas Edet             |
| 2017 | Silvan Dillier            | Richard Carapaz         | Kenny Elissonde          |
| 2018 | Alejandro Valverde        | Daniel Navarro          | Kenny Elissonde          |
| 2019 | Alejandro Valverde        | Iván Sosa               | Rigoberto Urán           |
| 2020 | Egan Bernal               | Pavel Sivakov           | Aleksandr Vlàssov        |
| 2021 | Antonio Pedrero           | Jesús Herrada           | Óscar Rodríguez          |
| 2022 | Michael Woods             | Carlos Rodríguez        | Jesús Herrada            |
| 2023 | Michael Woods             | Cristian Rodríguez      | Georg Steinhauser        |
| 2024 | anul·lada                 | anul·lada               | anul·lada                |
| 2025 | Nicolas Prodhomme         | Davide Piganzoli        | Steff Cras               |